# Joseph Conners
Joseph Conner Buckton (nacido el 28 de mayo de 1987) es un luchador profesional inglés que trabajó en la WWE y se desempeña en su marca de desarrollo NXT UK. Él lucha bajo el nombre de Joseph Conners. En 2017 y 2018 participó en el Campeonato del Reino Unido. Conners compitió en muchas promociones de lucha libre británica, especialmente en New Generation Wrestling (NGW) y What Culture Pro Wrestling (WCPW), donde fue campeón único de WCPW.

## Carrera profesional de lucha libre

### What Culture Pro Wrestling (2016–2017)
El 24 de agosto de 2016, en el evento de What Culture Pro Wrestling's Stacked, Conners derrotó a Big Damo , a Joe Hendry (a quien había traicionado) y a Rampage en un combate de cuatro vías para convertirse en Campeón de WCPW. Conners defendería con éxito el campeonato contra El Ligero, Drew Galloway, Martin Kirby, Cody Rhodes y Joe Hendry , en varios eventos de WCPW, así como contra "Darkside" James Scott fuera del territorio de WCPW. En Delete: WCPW el 30 de noviembre de 2016, Conners perdió el campeonato ante Drew Galloway en un partido de triple amenaza , también con Joe Hendry.
En WCPW KirbyMania, Conners regresó por primera vez desde que firmó su contrato del Torneo de Campeonato del Reino Unido de la WWE, atacando a Joe Hendry durante su partido con Drake, estableciendo un partido sin restricciones entre los dos, y finalmente perdió por sumisión Después de casi 9 meses la ausencia de Conners regresó a WCPW como participante sorpresa en la ronda de la Copa del Mundo Pro Wrestling, que reemplaza a Michael Elgin, quien tuvo que abandonar debido a un conflicto de programación. Conners derrotó a Joe Coffey en lugar de Elgin para avanzar a los cuartos de final la noche siguiente, donde una vez más logró derrotar a su oponente, Hiromu Takahashi , y avanzar a las semifinales. Sin embargo, dos noches después, perdería su partido semifinal contraKushida después de desmayarse en el Hoverboard Lock de Kushida.

### WWE (2016-2021)
El 15 de diciembre de 2016 se reveló que Conners sería uno de los 16 hombres que competirán en un torneo de dos noches para coronar al primer Campeón de la WWE del Reino Unido los días 14 y 15 de enero de 2017. Conners derrotó a James Drake en la primera ronda, avanzando a los cuartos de final, donde fue derrotado por Mark Andrews. En noviembre de 2017, Connors regresó a la WWE y compitió en varios partidos oscuros y en varios shows en casa. En el episodio del 7 de noviembre de 205 Live, Connors regresó a la programación de la WWE por una noche en Mánchester, Inglaterra, para participar en un segmento dentro del ring con Enzo Amore y otros luchadores del torneo WWE UK. Más adelante en el episodio, se uniría a James Drake en un combate por parejas contra Cedric Alexander y Mark Andrews en un esfuerzo perdedor. Regresó a 205 Live en 2018, formando equipo con Drew Gulak y James Drake en un esfuerzo por perder a Cedric Alexander, Flash Morgan Webster y Mustafa Ali. Luego pasaría a competir en el Torneo de Campeonato del Reino Unido WWE 2018, perdiendo ante Ashton Smith en la primera ronda.
En el 10 septiembre, Conners fue anunciado como participante del torneo por el Heritage Cup de NXT UK. En el NXT UK de 24 de septiembre, se anunció que se enfrentaría a Dave Mastiff como parte de los cruces del torneo por la Heritage Cup de NXT UK, en el NXT UK del 15 de octubre, se enfrentó a Dave Mastiff en la 1.ª ronda del Torneo de la Heritage Cup, sin embargo perdió.
Comenzando el 2021, en el NXT UK emitido el 7 de enero, se presentó en el combate entre Piper Niven contra Jinny por una oportunidad al Campeonato Femenino de NXT UK de Kay Lee Ray, interfiriendo a favor de Jinny quien consiguió ganar, en el NXT UK emitido el 21 de enero, interfirió en el combate entre Kay Lee Ray contra Jinny por el Campeonato Femenino de NXT UK, sin embargo fue expulsado por el árbitro, en el NXT UK emitido el 4 de febrero, derrotó a Josh Morrell. En el NXT UK emitido el 11 de marzo, junto a Jinny fueron derrotados por Piper Niven & Jack Starz en el primer Mixed Tag Team Match en la historia de NXT UK. A Finales de 2021 dejó la WWE.

### Circuito independiente (2022-presente)
El 22 de enero de 2022, Conners regresa sin éxito a Italia a SIW Giorno del Giudizio, el primer combate italiano en jaula de acero entre Tempesta y Alex Flash.
El 5 de febrero de 2022 se anunció que Conners regresaría al ring North Wrestling Triple Threat Match por el Campeonato NW Rory Cone vs. Liam Slater.

## Campeonatos y logros
- APEX Wrestling
  - APEX Heavyweight Champion (1 vez)

- British Wrestling Revolution
  - BWR Heavyweight Championship (1 vez)[9]
  - BWR Heavyweight Championship Tournament (2017)
  - Riot Rumble (2019)
  - DPW Tag Team Championship (1 vez, actual) - con Dan Evans

- Hungarian Championship Wrestling
  - HCW Revolution Champion (1 vez, actual)

- Leicester Championship Wrestling
  - LCW Championship (1 vez)[10]
  - LCW Tag Team Champion (2 veces) – con Paul Malen (1) y Stixx (1)[11]

- Norton British Wrestling
  - Shining Star Tournament[12]

- Southside Wrestling Entertainment
  - SWE (World) Heavyweight Championship (3 veces)[13]
  - SWE Tag Team Championship (3 veces) – con Paul Malen (1) y Jimmy Havoc (1) (1) El Ligero[11]

- Tidal Championship Wrestling
  - TCW Championship (1 vez)

- TNT Extreme Wrestling
  - TNT World Championship (1 vez)

- What Culture Pro Wrestling
  - WCPW Championship (1 vez)[14]